# Поляки в Житомирській області

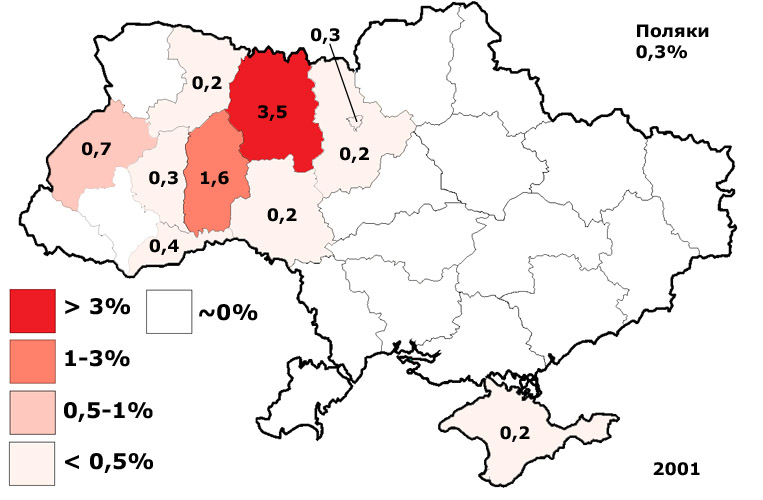
Розселення поляків на території України за даними перепису 2001 року.

Поляки в Житомирській області — польське населення на території сучасної Житомирщини. Поляки Житомирської області є другою за кількістю національною меншиною в регіоні і найчисленнішою польською громадою в Україні. За даними перепису населення 2001 року, у Житомирській області проживало 49 046 поляків, які становили 3,5% населення; українці складали 90,3%, росіяни — 5%, білоруси — 0,4%, інші національності — 0,8% від загальної чисельності населення області.

## Історія
Заселення поляками Волині почалося ще в другій половині XVI століття. Так у 1925 році чисельність поляків у Волинській губернії, до якої входила більша частина сучасної Житомирської області, досягала 150 000 осіб. У Коростенській окрузі тоді проживало 30 208 поляків, а в Житомирській — 70 437.
За даними перепису населення СРСР 1926 року у Волинській окрузі мешкало 690 119 осіб, серед яких: українців — 461 293 особи, поляків — 86 627 осіб, євреїв — 65589 осіб, німців — 50 294 особи, росіян — 19 789 осіб. Питома вага національних меншин у структурі населення Житомирщини становила понад 30%.

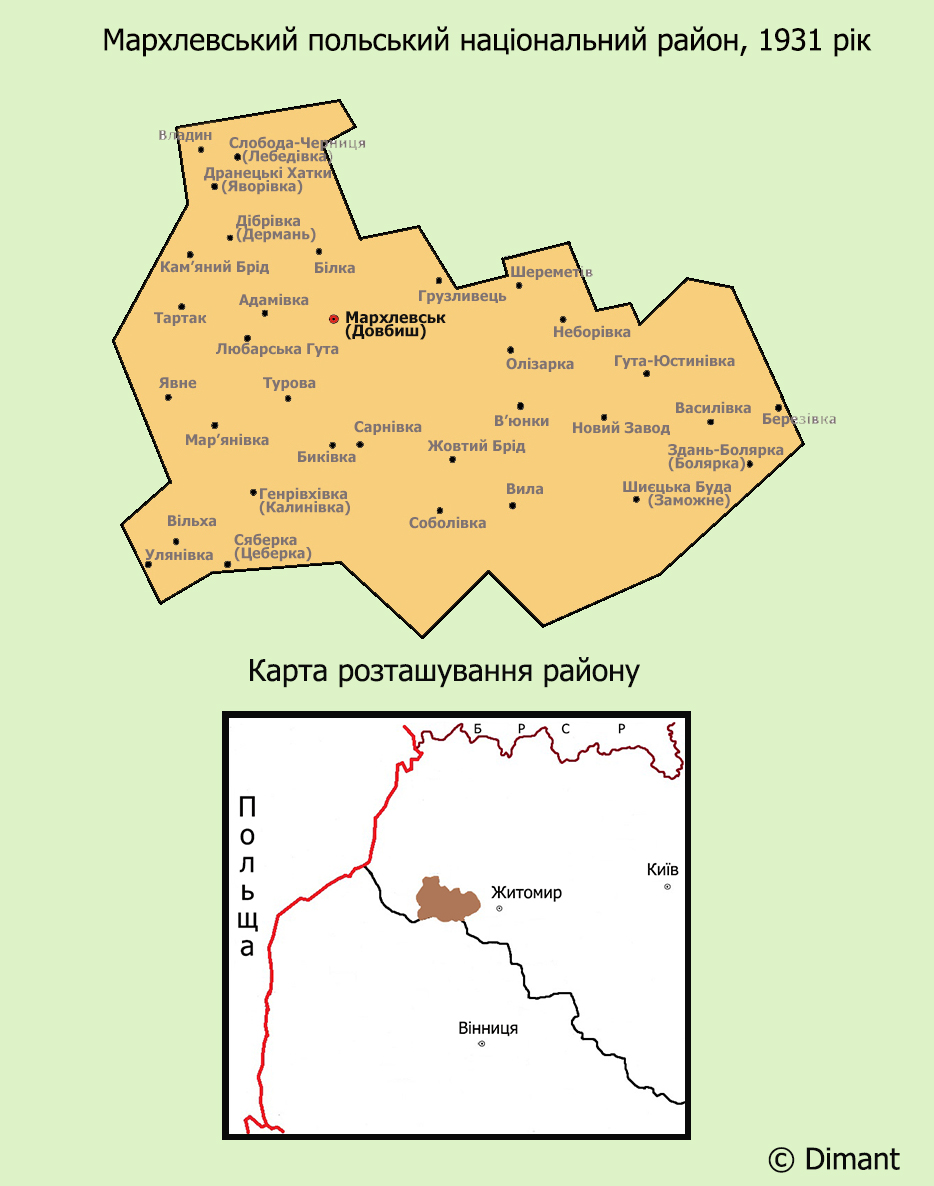
Карта розташування Мархлевського району.

На XII з'їзді РКП(б), що відбувся 1923 року, була запроваджена так звана політика коренізації, яка ставила на меті залучення представників корінного населення радянських республік та автономій до місцевого керівництва та надання офіційного (а інколи — й панівного) статусу їхнім національним мовам, аби зміцнити вплив радянської влади. У 1920-х роках на території Волині проводились заходи із створення національно-територіальних одиниць різних національних меншин. Так 1925 року на території Житомирщини було започатковано єдиний в Україні польський національний район з центром у місті Довбиш, де проживало близько 40 904 мешканців, серед яких поляки складали 28 332 особи або 69,3%. До нового територіального утворення увійшло за різними джерелами від 96 до 107 населених пунктів, які були виділені з Новоград-Волинського, Пулинського, Чуднівського, Миропільського районів Житомирської округи. У 1926 році на першому з'їзді Довбишського району було прийнято рішення про його перейменування в район імені Юліана Мархлевського.
Станом на листопад 1929 року у межах 54 польських національних сільрад Волинської округи розкуркулення зазнали 1228 господарств, включаючи 520 у Мархлевському районі
Політика більшовиків викликала масове незавдоволення серед широких верств населення, зокрема і польської меншини. У архівних документах збереглися випадки обурення польського населення проти колективізації, курсу на ліквідацію куркульства, закриття і руйнування костьолів. У колишніх приміщеннях релігійних споруд розміщали сільбуди, клуби, склади, ссипні пункти. Відомі випадки, коли жителі села Покостівка та ще кількох сіл протестували проти намірів радянської влади перебудувати костьол під школу, а садибу ксьондза — під дитячий садок. Як наслідок 17 селян було поміщено за ґрати і звинувачено у контрреволюційній агітації. 1930 року репресій, у вигляді виселення з Коростенської і Волинської округи, зазнали 2797 селянських родин (понад 23 тис. осіб), серед яких польських — 27,7% або 608 родин. Натомість на місце вибулих переселялись червоноармійці, переважно ті, що проходили службу на території військових частин Житомирщини.
Наприкінці 1920-х років у Мархлевському районі діяло 54 польських, 9 українських, 7 німецьких, одна єврейська і одна російська школи, польський робітфак, зоотехнікум. З травня 1930 року почала виходити газета польською мовою «Мархлевщина Радянська» (пол. Marchlewszczyzna Radziecka). Газета слугувала рупором різноманітних ідеологічних кампаній радянської влади, у ній велась спеціальна рубрика «В „раю“ польських фашистів», де подавалися матеріали про безробіття, факти самогубства, голоду в Польщі, але при цьому абсолютно замовчувався Голодомор в Україні 1932–1933 років. З 1930-х років почали з'являтися статті з історії боротьби українського народу проти шляхти.
На осінь 1931 року рівень колективізації у Мархлевському районі становив лише 16,9%, у той час як у сусідньому Пулинському німецькому районі цей показник був удвічі вищими — 32,4%. Ігнорування більшовиками національних особливостей і менталітету національних меншин, призвело в 1930 році до масового виходу поляків із колгоспів, внаслідок чого кількість колгоспів на Житомирщині зменшилася на 15%, а самих колгоспників у 2-3 рази. Даний процес був розцінений владою як ворожі дії зарубіжної агентури та куркульства.
1932 року, під час Голодомору в Україні, парторганізацією польського національного району було відзвітовано про перевиконання плану хлібозаготівлі, а вже на початку 1933 року мали місце випадки голоду та людоїдства серед населення. За підрахунками історика Олега Калакури голод 1932–1933 років забрав життя щонайменше 80 тисяч поляків України.
Після 1933 року національна політика більшовиків ознаменувалася припиненням не тільки українізації, але й підтримки культурного розвитку польської меншини державою. Розпочався процес закриття польських шкіл і реорганізації їх в українські. 1935 року на території колишнього Мархлевського району реорганізація торкнулася більшості навчальних закладів з польською мовою навчання.
Після припинення політики коренізації, почали набирати масштабу процеси з пошуку внутрішніх та зовнішніх ворогів радянської влади. 20 грудня 1934 року ЦК КП(б)У в постанові «Про переселення з прикордонних районів» наголосило на небалгонадійності значної частини польського і німецького населення в Мархлевському і Пулинському районах. За неповними даними, у 1935-1936 роках з районів компактного проживання німців і поляків було переселено понад 17 тис. осіб. У лютому-березні 1935 року з Мархлевщини виселення зазнали 750 родин. Натомість на їх місце переселено 743 родини із 16 районів Київської і Чернігівської областей, серед яких більшість була колгоспниками-ударниками, комуністами, комсомольцями та іншими радянськими активістами.
На початок 1935 року стан колективізації в Мархлевському районі сягнув 69% (Пулинському німецькому — 61,3%). 3 жовтня того ж року польський національний район було ліквідовано, а села, які входили до його складу, перейшли у підпорядкування сусідніх районів.
У жовтні 1935 року із колишнього Мархлевського району до Красноградського, Сахновщинського та Вільховатського районів Харківської області, на основі компроментуючих матеріалів НКВС, трьома ешелонами було виселено 306 родин (1668 осіб), серед яких польських — 287 або 93,8%. Натомість переселялося 200 господарств колгоспників-ударників із Київської і Чернігівської областей.
9 квітня 1936 року радянською владою прийнято рішення про виселення до Казахстану з Київської і Вінницької областей близько 15 тис. осіб. Це мало стосуватися і районів, які згодом увійшли до складу Житомирської області, а саме з Городницького району до виселення планувалося 900 господарств, Олевського — 560, Ярунського — 693, Баранівського — 608, Новоград-Волинського — 556. Відомі підсумки репресій лише з Червоноармійського району, коли восени 1936 року із 14 сіл даної адміністративної одиниці до Карагандинської області Казахстану було переселено 900 родин. Відправка проводилась 8 ешелонами у яких розмістили 2383 дорослих і 2035 дітей із 312 польських і 588 німецьких родин.